# Den brændende tornebusk
 For alternative betydninger, se Brændende tornebusk. (Se også artikler, som begynder med Brændende tornebusk)
Den brændende tornebusk er en genstand, der er beskrevet i Anden Mosebog  i Det Gamle Testamente. Ifølge fortællingen brændte busken, der voksede på Horeb-bjerget, men blev ikke fortæret af flammerne. Ifølge fortællingen var det begivenheden, hvor Moses blev udpeget af Gud til at lede israeliterne ud af Egypten til Kanaan.